# Omloop van Blida
De Omloop van Blida was een eendaagse wielerwedstrijd in en rond Blida in Algerije die van 2014 tot 2016 werd verreden. De wedstrijd maakte deel uit van de UCI Africa Tour, in de categorie 1.2. 

## Lijst van winnaars

### Overwinningen per land
| Overwinningen | Land     |
| ------------- | -------- |
| 2             | Algerije |
| 1             | Italië   |

2005 · 
2006 · 
2007 · 
2008 · 
2009 · 
2010 · 
2011 · 
2012 · 
2013 ·
2014 · 
2015 ·
2016 ·
2017 ·
2018 ·
2019 ·
2020 ·
2021 ·
2022 ·
2023 ·
2024 ·
2025
Belangrijkste wedstrijden

Ronde van Burkina Faso · La Tropicale Amissa Bongo · Ronde van Kameroen · Ronde van Marokko · GP Chantal Biya · Ronde van Rwanda